# Mussaenda breviloba
Mussaenda breviloba är en måreväxtart som beskrevs av Spencer Le Marchant Moore. Mussaenda breviloba ingår i släktet Mussaenda och familjen måreväxter. Inga underarter finns listade i Catalogue of Life.